# Přehýšov
Přehýšov település Csehországban, a Észak-plzeňi járásban. Přehýšov Heřmanova Huť, Chotěšov, Kotovice, Kostelec, Blatnice, Úherce, Kbelany, Hněvnice, Nýřany, Lochousice és Rochlov településekkel határos. Lakosainak száma 577 fő (2024. január 1.).

## Népesség
A település lakosságának változását az alábbi diagram mutatja:
| Lakosok száma | 949  | 1290 | 1369 | 688  | 495  | 414  | 461  | 470  | 510  | 577  |
|               | 1869 | 1900 | 1921 | 1961 | 1980 | 2011 | 2016 | 2019 | 2021 | 2024 |